# Carta de la Primera Navegació
Carta de la primera Navegació, Carta d'en Colom anunciant el descobriment o amb el seu títol en llatí De Insula Inventis és el nom amb què comunament es fa referència, per part dels historiadors, a les cartes que trameté Cristòfor Colom en la tornada del primer viatge que realitzà a Amèrica per tal de donar notícia del descobriment del Nou Món.
Colom envià des de Lisboa tres cartes de redactat molt similar: una als Reis, una altra carta dirigint-se a Gabriel Sanxis, tresorer d'Aragó, i una tercera a Lluís de Santàngel, qui havia apostat la seva fortuna personal en el viatge, que havia estat escrita el 15 de febrer quan encara estava a alta mar.
Cap original de les tres cartes s'ha conservat, però en coneixem el contingut mitjançant les versions impreses de dues d'elles: la carta dirigida a Santàngel i la dirigida a Sanxis. La dirigida a Santàngel fou impresa per Pere Posa a primers d'abril de 1493 a Barcelona, i la dirigida a Sanxis, impresa per primer cop a Roma, Per Leandre Coscó el 30 de maig de 1493.

## Edicions impreses de la Carta

### Primeres edicions en català i en castellà
A Barcelona es procedí a la impressió de la Carta que Colom trameté a Lluis de Santàngel el 15 de febrer de 1493 a la impremta de Pere Posa pels voltants dels primers d'abril de 1493.

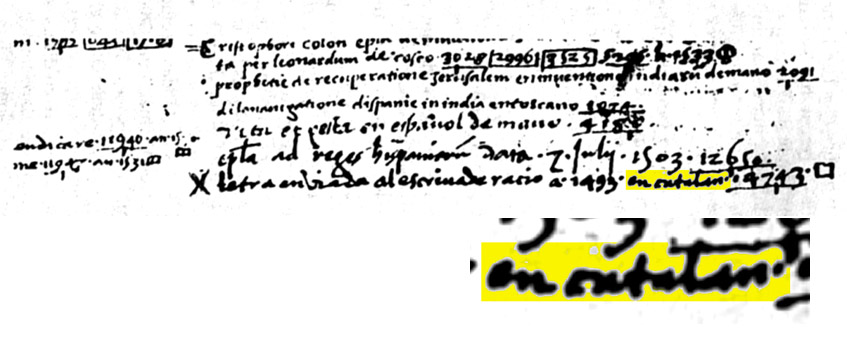
Anotació d'en Ferran Colom a l'Índex de la Biblioteca Colombina on registra la carta a Lluís de Santàngel, en catalan.

Ha perviscut fins als nostres dies un exemplar de l'edició en castellà, i tenim coneixement de l'existència d'una edició en català per una anotació d'en Ferran Colom a l'índex (abecedarius) de les obres de la Biblioteca Colombina on registra la carta enviada a Lluís de Santàngel i afegeix que estava escrita en català, i també perquè s'hi fa esment en l'edició alemanya d'Estrasburg de 1497.
Per la majoria d'historiadors colombins catalans, l'edició Prínceps de la Carta fou la de l'edició en català, no només per l'anotació d'en Ferran Colom o de l'edició d'Estrasburg, que demostra la seva existència, sinó per la gran quantitat de catalanismes existents a les edicions posteriors.

### Primera edició en llatí
Text complet de la carta en català.
La carta que en Colom trameté a Gabriel Sanxis, tresorer del rei, fou impresa a Roma per Leandre de Coscó en llatí, canviant el nom del secretari a Rafael i afegint-hi un epigrama d'en Ramon Lluís de Corbera (Bisbe de Montpeller, fill de Joan de Corbera, militar de la Diòcesi Barcelonina, qui es trobava a Lisboa a l'arribada d'en Colom), datada a Roma el 30 de maig de 1493.
D'aquesta versió se'n van publicar fins a quatre reedicions a Roma.
Altres diferències entre l'edició en llatí i l'edició en castellà de Barcelona són que a la d'en Coscó especifica "pel nostre Rei" i "per tots els pobles d'Espanya", mentre que a l'edició castellana hi diu "per nostres Alteses" i "per la nació castellana".(NOTA:això diuen en Porter i la Varela, però s'ha de comprbar si és a l'edició de Barcelona o a la de Valladolid, perquè crec que trabuquen...)

## Altres edicions de la Carta

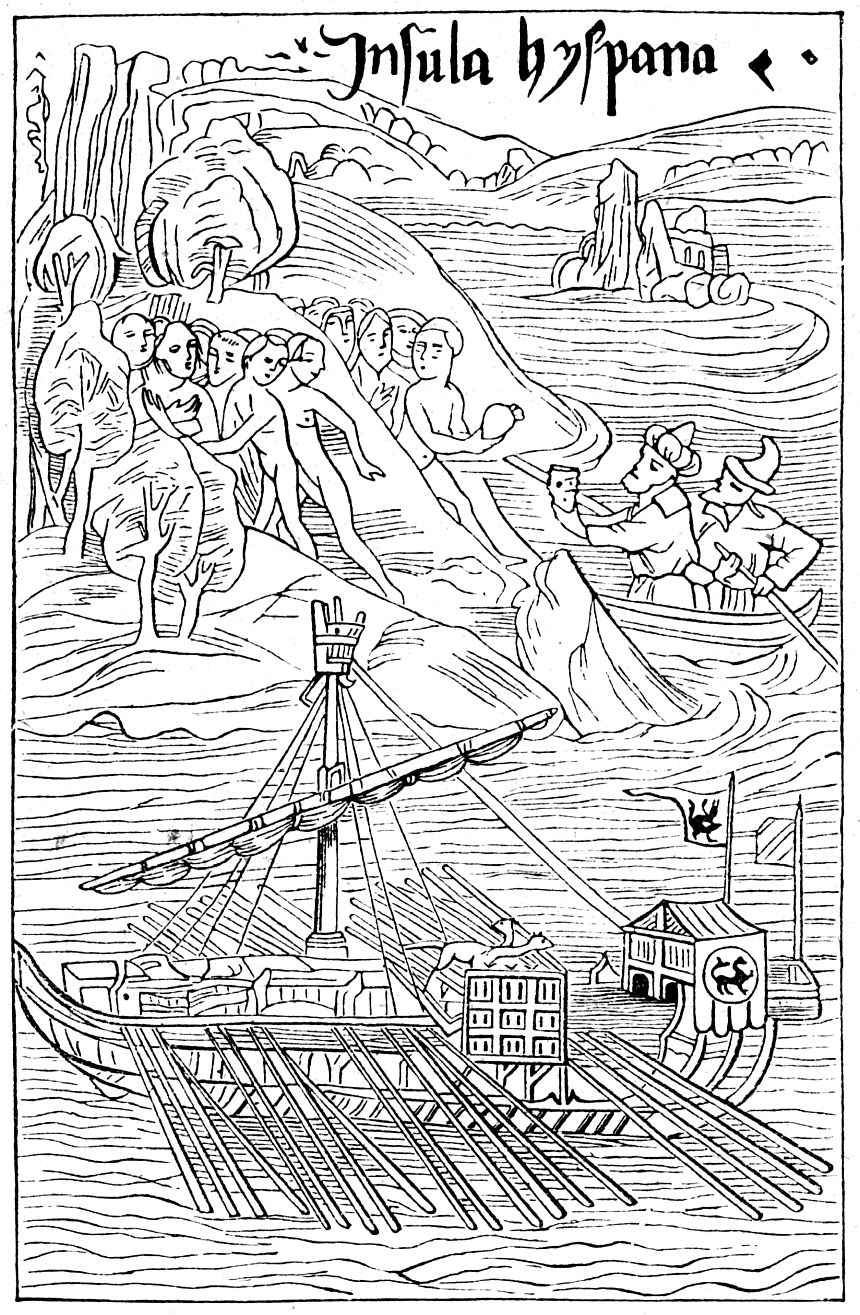
Carta de Colom, impresa a Basilea, 1497.

Després aparegueren les versions de París, Anvers i Basilea, propagant la notícia de la descoberta per tot Europa, segons Porter fins a disset, i en totes el nom del descobridor és escrit Colom, amb m. I totes elles van dirigides al Rei (Rex Hispanorum-Rei de les Espanyes), excepte la impresa a Valladolid que especifica "por sus Altezas".
- Edició castellana de la Carta a Santàngel de Valladolid, impresa per Pedro Giraldi i Miguel de Planes, després de 1493. Única copia a la Biblioteca Ambrosiana de Florència.
- Segona edició en llatí de la Carta a Sanxis, De insulis Indiae supra Gangem nuper inuentis, Roma, impresa per Stephen Plannck el 1493.
- Primera edició de Basilea, en llatí de la Carta a Sanxis, Basilea, 1493-1494.
- Segona edició de Basilea, en llatí de la Carta a Sanxis, Basilea, 1493-1494. Han perviscut quatre còpies d'aquesta edició, una d'elles a la Biblioteca Pública Lenox de Nova York.
- Edició de Carolus Verardus, In laudem Serenissimi Ferdinandi Hispaniae regis Bethicæ & regni Granatæ obsidio victoria & tri&utildephus. Et de Insulis in mari Indico nuper inuentis. Basilea, Johann Bergmann de Olpe, 21 d'abril de 1494.
- Edició de París, còpia de la primera edició en llatí, Guyot Marchant, tres edicions, 1493.
- Edició d'Anvers, còpia de l'edició llatina, Thierry Martins, 1493. Existeix una única còpia a la Royal Library de Brussel·les.
- Edició de Roma de Silber, còpia llatina. (Canvia Sanxis per Sanchez, i afegeix a la reina Isabel), Eucharius Silber [Argentius], Roma, 1493
- Edició en vers de Dati,Lettera delle isole novamente trovata, Eucharius Silber [Argentius], Roma, 15 de juny de 1493.
- Edició en vers de Dati,Lettera delle isole novamente trovata el Re di Spagna, Laurentius de Morgianus and Johann Petri, 26 d'octubre de 1493.
- Edició en vers de Dati,Lettera delle isole novamente trovata el Re di Spagna, Laurentius de Morgianus and Johann Petri, 26 d'octubre de 1495.
- Edició en vers de Dati,Isole Trouate Nouamente Per El Re di Spagna, Laurentius de Morgianus and Johann Petri, posterior al 26 d'octubre de 1495.
- Edició en Giuliano Dati, Questa e la hystoria della inventiõe delle diese isole di Cannaria in Indiane extracte duna Epistola di Christofano Colombo, Florència, posterior 26 d'octubre de 1493.
- Edició en alemany. Ein schön hübsch lesen von etlichen inßlen die do in kurtzen zyten funden synd durch de künig von hispania Bartholomeus Kistler, Estrasburg, 30 de setembre de 1497.

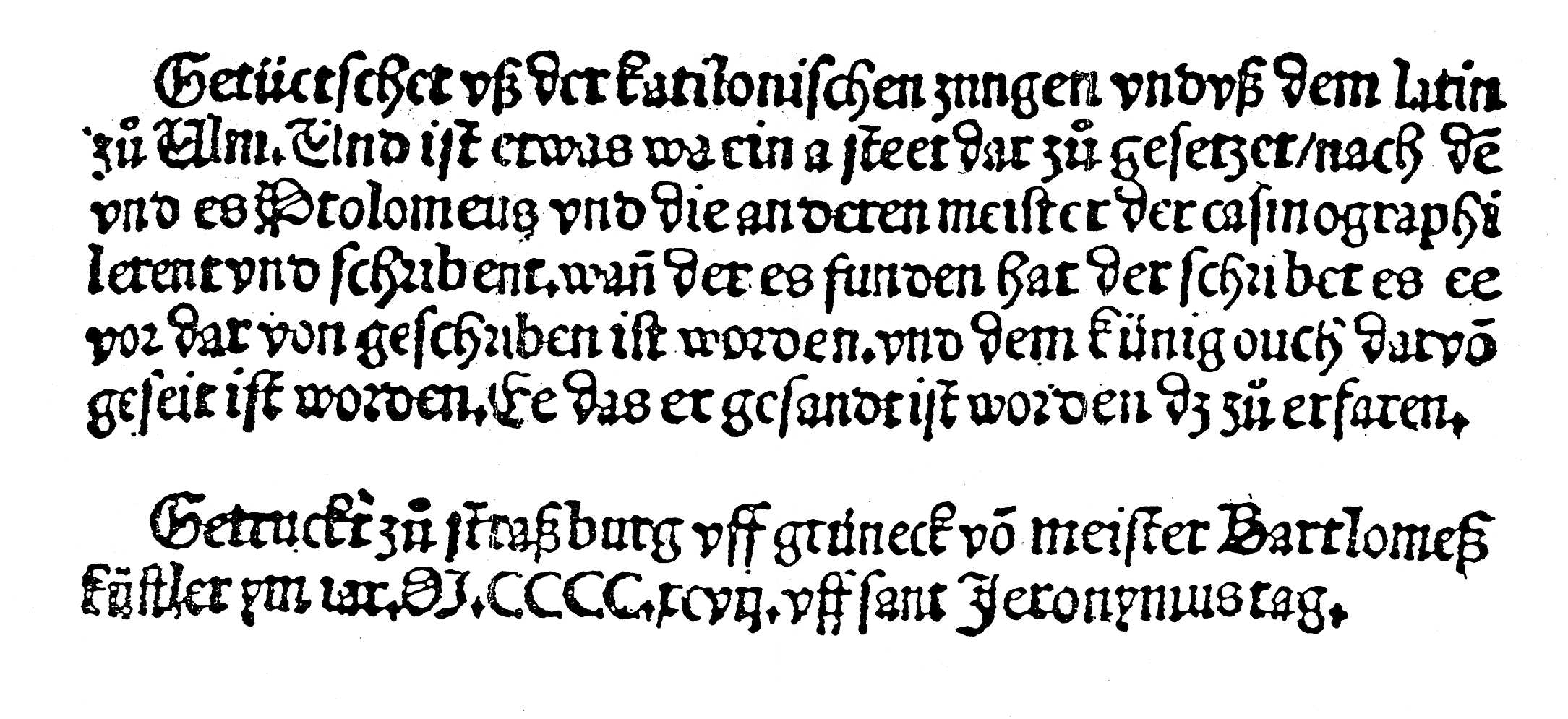
Edició de la Carta de Estrasburg de 1497.

La versió alemanya de 1497 de la Carta enviada a Sanxis indica "getüeschet vß der katilonischen zungen und vß dem latin" (traduïda -a l'alemany- del català i el llatí).

## Controvèrsia i Contingut
El fet que no hagi sobreviscut cap manuscrit de la carta, les similituds evidents entre les cartes trameses a Sanxis i Santàngel, així com les seves diferències; les incongruències d'aquestes en el que exposa el Diari de bord de Colom, junt a l'incorrecte castellà emprat en la carta editada a Barcelona ha provocat que no hi hagi consens clar envers la naturalesa, autoria i idioma original per part dels entesos.

### Autor, destinataris i objectiu

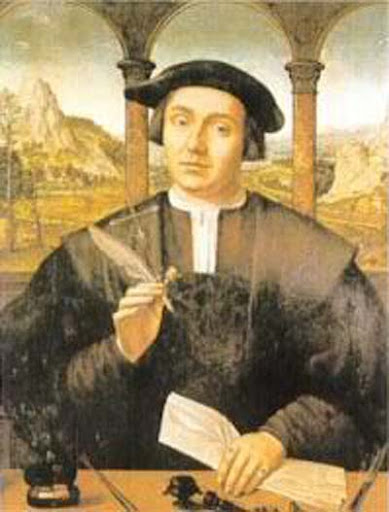
Lluís de Santàngel, escrivà de ració de la Corona d'Aragó.

Hi ha divisió d'opinions sobre si les cartes a Santàngel (conservada en castellà) i a Sanxis (conservada en llatí) són dos documents diferents o bé s'han de considerar com dues versions d'un mateix document, en aquest cas el nom de Sánchez seria un error introduït pel traductor.
També hi ha historiadors que opinen que no va ser Colom l'autor de cap de les dues cartes. Demetrio Ramos opina que la carta va ser redactada entre el rei Ferran i Lluís de Santàngel, inspirant-se en notícies enviades per Colom als Reis a la seva tornada. Segons Ramos, la carta a Gabriel Sánchez seria una mera traducció al llatí d'aquesta primera.
Alguns historiadors se sorprenen que la corona permetés difondre informacions en principi confidencials i aventuren que potser la publicació va ser un estratagema de Colom per protegir els seus interessos. Altres observen que el que les cartes s'imprimissin i circulessin de forma tant ràpida i lliure indica que la cort dels Reis Catòlics va donar el seu permís o almenys no ho va impedir. En qualsevol dels dos casos, es va tractar d'una operació de propaganda, una de les primeres manipulacions mediàtiques a gran escala, feta possible per la invenció de la impremta. No es va donar en el segle xv ni en la primera part del segle xvi una difusió tan ràpida i universal d'una notícia. Per exemple, la primera volta al món (1519-22) va tenir un ressò molt menor.

### Contingut
Text traduït de la carta a Santàngel.
La carta a Santàngel dedica llargs paràgrafs a les illes descobertes i els costums dels seus habitants, però omet informació important sobre el viatge: quants vaixells formaven l'expedició, quan van sortir, quin camí van seguir i quan van emprendre el viatge de tornada. A més, algunes de les dades que dona contradiuen altres fonts, per exemple la durada del viatge de tornada o la data de l'arribada a Lisboa.
A la introducció Colom afirma que va passar a "les Índies" (al "mare Indicum" segons la carta en llatí) i que va prendre possessió de les terres trobades. També esmenta la durada del viatge d'anada: 20 dies en la versió en castellà i 33 a la llatina.
| «                    | ... en ueinte dias pasé a las Indias con la armada... | » |
| — Carta en castellà. |                                                       |   |

| «                 | Tricesimotertio die postquam Gadibus discessi in mare Indicum perveni: ... | » |
| — Carta en llatì. |                                                                            |   |

El document enumera a continuació les primeres illes visitades, donant només els seus noms: Guanaham (Guanahanin en la carta en llatí), rebatejada San Salvador; Santa María de Concepción; Ferrandina (Fernandina a la versió en llatí) i ilsa Bella (corregit a Isabelaen la traducció llatina). La cinquena illa esmentada és Cuba, a la qual Colom va anomenar Juana, l'exploració es narra més en detall. L'última illa descoberta és la Hispaniola, l'actual Santo Domingo.
La carta descriu els paisatges de Cuba però dona poca informació geogràfica sobre ella. Pel que fa a la Hispaniola és encara més parca en detalls. En ambdós casos les dades aportades tendeixen a exagerar la mida de les illes. A continuació descriu als indis com a éssers dòcils, pacífics, monògams, sense propietat privada i sense religió, la qual cosa implica que haurien de ser fàcils d'evangelitzar. El text afirma que Colom ha deixat un vaixell i una guarnició a la Hispaniola, en un fort anomenat fuerte Navidad. Omet però el fet que aquest vaixell, probablement la nau Santa María, havia embarrancat, segons afirmen moltes altres fonts.

A banda de les illes visitades dona notícies d'altres terres: una illa poblada d'indis caníbals; una altra on només viuen dones guerreres; una altra on hi ha molt or i que els seus habitants no tenen cabells; un país on viu "gent amb " i dos "terres fermes": una la "d'aquí" i una altra la "d'enllà del Gran Can". També promet tota mena de riqueses si s'exploten les illes descobertes: or, esclaus i vegetals preciosos com les espècies, cotó, "llentiscle", "ligunáloe", ruibarbre i canyella. En la conclusió exalta la seva "victòria", si bé reconeix que hi pot haver altres que 
| « | ... destas tierras aian fallado o escripto ... | » |

 abans que Colom, i crida a 
| « | tomar alegría y fazer grandes fiestas, y dar gracias solemnes a la Sancta Trinidad. | » |

### Data
El final de la carta és diferent segons les versions. A la impresa a Barcelona es llegeix que va ser escrita el 15 de febrer "sobre las islas de Canaria" i postdata el 14 de març a Lisboa:
| « | Fecha en la calauera, sobre las islas de Canaria, a XV de febrero año mil CCCCLXXXXIII. Fará lo que mandáreys. El Almirante. Anima que venía dentro en la carta Después desta escripto y estando en mar de Castilla, salió tanto viento conmigo sul y sueste que me ha fecho descargar los nauíos, pero corí aquí en este puerto de Lisbona oy, (...) adonde acordé escriuir a Sus Altezas. (...) Fecha ha quatorze días de marzo. Esta Carta enbió Colom al escriuano de ración de las islas halladas en las Indias. Contenida a otra de Sus Altezas. | » |

La versió en llatí acaba de manera molt més breu, "A Lisboa el 14 de març": 
| « | Ulisbone pridie idus Martii. | » |

Les dates d'aquestes cartes han causat maldecaps als historiadors perquè contradiuen el Diari de bord, el qual es considera generalment la font principal per al primer viatge de Colom. El Diari no esmenta en absolut les Canàries en el viatge de tornada i el 15 de febrer situa a la caravel·la de Colom, la Niña, a les Açores. Sí que diu que va anar a Lisboa però no el 14 sinó el 4 de març. Per aquests motius alguns autors han considerat que les dades de les cartes són errònies i han arribat a substituir en les seves transcripcions d'aquests documents la paraula "quatorze" per "quatre". Per a altres es tracta al contrari de proves que Colom no fou qui redactà les cartes.

### L'idioma original de la carta
Donat que sobre Cristòfor Colom existeix un alt grau de controvèrsia vers la seva nacionalitat i l'idioma que li era natural, hi ha també controvèrsia envers l'idioma original de la carta. Aquesta controvèrsia junt amb el fet que no s'ha conservat la carta en català —de l'existència de la qual tenim notícies indirectes, com ja hem esmentat, mitjançant les anotacions de Ferran Colom i l'edició d'Estrasburg—, han donat lloc a diferents explicacions i teories vers la carta en si. Com ja hem esmentat, molts dels historiadors partidaris de la Catalanitat de Colom consideren que l'edició prínceps de la carta fou en català. Així Pere Català i Roca, escriu a "Colom i el món català": 
| « | Si doncs a les dues versions impreses de la Carta d'en Colom del relat de la descoberta ens trobem amb originals catalans, en la de Santàngel l'any 1493 a Barcelona per Pere Posa, i en la de Sanxis publicada en alemany i en referència a una versió catalana (i llatina), això vol dir indubtablement que al darrere hi havia un original català, l'original escrit per Colom. | » |

 Aquest també és el parer de Palau i Dulcet i Caius Parellada i Cardellach el qual a Colom venç Colombo afirma: La carta original de Colom anunciant la descoberta és una de les proves concloents de la seva identitat nacional ... opinió compartida entre altres per l'americà Charles Merrill.
Un dels arguments en què se sustenta la teoria que la carta fou escrita inicialment en català és la gran presència de catalanismes en l'edició de la carta feta a Barcelona pel taller de Pere Posa. D'altres autors defensen que aquest fet és degut a altres causes, sostenint la seva argumentació en el fet que la qualitat tipogràfica de la carta impresa és molt inferior a la d'altres obres del taller: hi ha errors evidents, falten espais en blanc i les línies no estan justificades. abduint diverses explicacions possibles: impressió ordenada d'urgència per fer arribar la carta al més aviat possible a Itàlia o un treball clandestí., per aquests autors, les errades lingüístiques podrien ser a causa del fet que els operaris de Pere Posa no dominaven bé el castellà, ja que totes les altres obres conegudes d'aquest taller van ser editades en llatí o en català.

## Còpies manuscrites de la Carta
De la Carta de Colom als Reis Catòlics, l'any 1985 es va trobar una còpia manuscrita de mitjan segle xvi, dins l'anomenat Libre Copiador trobat a Tarragona i publicat l'any 1989 en edició facsímil.
En aquesta còpia hi ha unes 300 paraules més que a les cartes a Santàngel o Sanxis, la majoria coses de petició personal als reis.